# 1199
[[Категорија: 1199
.| ]]
Година 1199 (MCXCIX) била је проста година која је почела у петак.

## Догађаји

### Јануар
- 8. јануар — Папа Иноћентије III се одазвао молби Вукана Немањића и упутио два своја посланика.

### Март
- 25. март — Енглески краљ Ричард I Лавље Срце је смртно рањен приликом опсаде замка у Француској.

### Април
- 6. април — Ричард I Лавље Срце умире од гангрене; наслеђује га брат Јован без Земље.

### Непознат датум
- Википедија:Непознат датум — Вукан Немањић обратио се папи молећи га да у његову земљу упути своје легате и појача надзор и утицај западне цркве.
- Википедија:Непознат датум — У споразуму са светогорском општином и сином Савом, а по дозволи цара Алексија III Анђела, пуног пажње према Симеону и Сави, Немања је подигао на северном делу Свете Горе манастир Хиландар.
- Википедија:Непознат датум — Војводство Аквитанија враћена је Елеонори и Јовану Без Земље.
- Википедија:Непознат датум — Саладинов брат Малик ел Адил је преузео власт и Египту и већем делу Сирије.
- Википедија:Непознат датум — На јерменски престо је дошао Лав II.

## Смрти
- 9. фебруар — Минамото но Јоритомо, јапански шогун

### Април
- 6. април — Ричард Лављег Срца, енглески краљ (*1157)